# Vulkanammer
Die Vulkanammer (Junco vulcani), auch als Streifenwinterammer oder Streifenjunko bezeichnet, ist eine Singvogelart aus der Gattung der Junkos (Junco) in der Familie der Neuweltammern (Passerellidae). Sie kommt in Costa Rica und in Panama vor.

## Merkmale
Die Vulkanammer erreicht eine Körperlänge von 15,2 bis 16,6 cm. Vom Oberkopf bis zum oberen Mantel verläuft eine schwache, dunkle Strichelung. Die schwarzen Zügel und die Linie hinter den Augen verleihen dem Gesicht ein maskenähnliches Aussehen. Die Kopfseiten und der schmale Überaugenstreif sind grau. Der Bereich vom Untermantel bis zu den Oberschwanzdecken ist stumpf oliv-braun. Der Untermantel, der Rücken und der Schulterbereich sind dunkel gestrichelt. Der Schwanz ist düster ohne die Weißfärbung ähnlicher Junco-Arten. Die Schwanzfedern haben dunkle graue Säume. Die äußeren Steuerfedern haben graue Spitzen. Die Oberflügel sind schwarzbraun. Die Flügeldecken und die Schirmfedern haben breite gelbbraune Säume. Die Hand- und Armschwingen haben schmale graubraune Säume. Das Kinn ist schwarz gesprenkelt. Die Kehle ist etwas heller grau als die Brust. Die Unterseite ist grau mit einer oliv-gelbbraunen Tönung, insbesondere an den Flanken und am Bürzel. Die Iris ist gelb bis goldgelb, der Schnabel ist rosa, die Beine sind gelbrosa bis bräunlichgrau. Die Geschlechter sehen gleich aus. Bei den juvenilen Vögeln ist die Oberseite stärker rötlichbraun mit einer stärkeren Strichelung. Die Unterseite ist gelbbraun mit einer braunen Strichelung, außer an der Bauchmitte.

## Verbreitungsgebiet
Das Vorkommen erstreckt sich auf die Vulkangebiete in Costa Rica und im westlichen Panama, insbesondere am Volcán de Irazú und am Cerro de la Muerte in Costa Rica sowie am Cerro Fábrega und am Volcán Barú in Panama.

## Lebensraum
Die Vulkanammer bewohnt offene Grasflächen mit verkümmerten Buschwerk sowie bewachsene Weiden, auch an Straßenrändern. Am häufigsten ist die Art oberhalb der Baumgrenze zwischen 2600 und 3000 m anzutreffen.

## Nahrungsverhalten
Die Vulkanammer geht in der Regel paarweise auf Nahrungssuche. Die Nahrung umfasst Samen und Beeren, aber auch Gliederfüßer, einschließlich Insekten und Spinnen (Araneae) und wird hauptsächlich auf dem Boden oder in der Vegetation aufgespürt.

## Fortpflanzungsverhalten
Nester wurden im April gefunden. Flügge gewordene Jungvögel wurden im Mai und im Juni beobachtet. Das napfförmige Nest wird aus trockenen Gräsern auf einer mit Moos überwucherten Böschung errichtet und mit Distelflaum sowie Haaren ausgekleidet. Das überhangende Moos bildet einen Baldachin über dem Nest. Das Gelege besteht aus zwei blassblauen Eiern mit lila Punkten, die am langen Ende konzentriert sind.